# Ezio Auditore
Ezio Auditore da Firenze az Assassin's Creed videójátéksorozat (ezen belül az Assassin’s Creed II, az Assassin’s Creed: Brotherhood és Assassin’s Creed: Revelations) kitalált főszereplője. A játék története alapján a reneszánsz kori firenzei nemes volt az Asszaszin Rend itáliai ágának a Mentora és vezetője, mely titulusát 1503 és 1512 között viselte. Felmenője volt Desmond Milesnak és Clay Kaczmareknek egyaránt.

## Élete
Még az Auditore-ház tagjaként sem tudta Ezio, hogy Asszaszin az apja - egészen 17 éves koráig, amikor is két testvérét, Federicót és Petrucciót, valamint édesapját a szeme láttára akasztották fel. Nem lévén más lehetősége, Ezio elmenekült, elhagyta szülővárosát családja megmaradt tagjaival - édesanyjával és húgával -, s menedéket talált a toszkán Monteriggioniban, az Auditore-villában.
Miután nagybátyja, Mario Auditore felvilágosította Eziót hagyatékának mibenlétéről, az ifjú megkezdte Asszaszin-kiképzését, majd nekilátott bosszúhadjáratának a Templomos Lovagrend és A Templomos Lovagrend Nagymestere, Rodrigo Borgia ellen, aki családtagjai kivégzésének legfőbb kitervelője volt.
Utazásai során Ezio - azon felül, hogy újraegyesítette a Kódexet, amelyet Altaïr Ibn-La'Ahad, a Szír Asszaszinok Mentora írt - felszabadította Firenze, Velence és Róma városát a Templomosok uralma alól.
Ezio lehetővé tette Kolumbusz Kristóf nagy utazásait az „Újvilág” felé, felszabadította Rómát a Borgiák elnyomása alól és megakadályozta, hogy Ercole Massimo Hermész-kultusza kiteljesedjen, elősegítve a reneszánsz elterjedését és az Asszaszinok által vallott függetlenségi ideálokat szerte Itáliában.
Az elkövetkező évek során Ezio nekilátott, hogy felkutassa a Rend elveszett történelmét. Ellátogatott Maszyaf öreg erődjébe is, hogy többet megtudjon a régi idők asszaszinjairól. Ezio az ősi várost Templomosoktól hemzsegve találta, elutazott Konstantinápolyba, hogy megtalálja a Maszyaf-kulcsokat, melyeket összegyűjtve feltárhatta a Maszyafban felfedezett rejtett könyvtárat.
Több mint egy évtizeddel később, Ezio visszavonultan élte életét egy toszkán villában feleségével, Sofia Sartorral és két gyermekével, Flaviával és Marcellóval. Nem sokkal később, hogy a Renddel kapcsolatos tanácsaival segített a kínai Asszaszinnak, Sao Junnak, Ezio meghalt szívinfarktusban, nagyjából 65 éves korában, mialatt Firenzében tett látogatást feleségével és lányával.
Ezio 1459. június 24-én született, Maria Auditore da Firenze és Giovanni Auditore da Firenze második gyermekeként.
1476 ben Ezio és barátai utcai verekedésbe bocsátkoztak Vieri de’ Pazzi és pribékjei ellen. Vieri egy kővel arcon dobta Eziót, felsértve a fiatalember száját (ami aztán jellemző vonásává vált). Mit sem törődve a sebesüléssel, Ezio pillanatok alatt elverte ellenfeleit, menekülésre kényszerítve a nagyszájú Vierit.
Ezután érkezett meg bátyja, Federico, akinek javaslatára Ezio első útja egy orvoshoz vezetett. Ezzel végezvén a testvérpár versenyt futott a közeli templom tetejéig. A torony tetején állva Ezio közölte fivérével, hogy látni akarja szerelmét, Cristinát. Federico ellenkezett, mondván a lány úgyis biztosan alszik már, de öccse hajthatatlan volt. Ezio ellátogatott kedveséhez, aki csakhamar ablakot nyitott neki; a fiatalember bemászott, és a pár érzéki pillanatot töltöttek el egymással az est hátralevő részében. Azonban Cristina apja kora reggel látogatást tett lányánál, kiugrasztva a turbékoló szerelmeseket fészkükből. Ezio hanyatt-homlok menekülni kényszerült, és nem mellesleg el kellett valahogyan rejtőznie, amíg üldözői nyomát vesztik. A bajt elkerülvén Ezio családtagjaihoz sietett, hogy különböző feladataikban segítségükre legyen.
Húga, Claudia elkeseredetten közölte, hogy szerelme, Duccio megcsalta. Ezio hamar nyomára is lelt a hazugnak, néhány jól irányzott ökölcsapással térítve azt jobb belátásra. Ezután Ezio öccse, Petruccio arra kérte bátyját, segítsen neki összegyűjteni néhány hófehér madártollat. Ezio meg is teszi ezt, ám amikor kíváncsian megkérdezte, mire kellenek a tollak, Petruccio csak mosolygott és annyit mondott, az "titok". Végül Ezio édesanyja kéri meg fiát, segítsen neki egy pár holmit elcipelni a híres polihisztorhoz, Leonardo ser Piero da Vincihez.Nemsokára azonban sötét fellegek gyűltek az Auditore-család fölé. Mikor Ezio hazaérkezett, otthonát feldúlva találta. Tudtára adták, hogy fivéreit és édesapját őrizetbe vették árulás vádjával. A kétségbeesett fiú felkereste fogoly családtagjait a börtönben. Giovanni megosztotta fiával a titkot, hogy irodájában elrejtve tárolja assassin öltözékét és fegyvereit. Ezio haza sietett és magára öltötte a fehér ruhát és köpenyt, felszerelve magát a fegyverekkel, többek között az egyelőre még készülő félben lévő Rejtett pengével. Ezek mellett Ezio családjának ártatlanságát bizonyító dokumentumokat is talált, melyeket apja kérésére a család egy barátjának, Uberto Albertinek vitt el. Alberti segítséget ígért, ám másnap reggel maga vezette Ezio testvéreinek és apjának akasztását. Ezio dühödten rátámadt a férfira, de az őt körülvevő őrökkel nem bírt. Menekülőre fogta a dolgot. Leonardo összerakta neki a pengét. Ezzel az eszközzel elindult, hogy kioltsa Uberto életét. Ezután elhagyta Firenzét, anyjával és húgával az oldalán.
Uberto Alberti halála után Ezio találkozott a szerelmével Cristinával. Cristina könnyekre fakadt, mert Ezio apját és a fivéreit kivégezték. Cristina elmondta Ezionak, hogy tudja, hogy hol van az apjának és a testvéreinek a holtteste. Cristina elvezette oda Eziót, Ezio eltemette az apját és a fivéreit. Ezio megköszönte Cristinának, hogy megmondta, hogy hol van az apjának és a fivéreinek a holtteste. Ezio mondta Cristinának, hogy jöjjön vele Monteriggioniba, Cristina visszautasította az ajánlatot, mert a szüleivel akart maradni Ezio ezt tudomásul vette és adott neki egy nyakláncot, amit azért adott neki, hogy emlékezzen a szerelmükre. Cristina megcsókolta Eziót, Ezio azt mondta neki, hogy még visszajön érte és Ezio elment az anyjával és a húgával Monteriggioniba.
Ezio megkereste az anyját és a húgát és elindultak Monteriggioniba. Az utazás közben, megjelent embereivel Vieri de’ Pazzi, aki megtámadta Ezioékat, de ekkor megérkezett Ezio nagybátyja Mario Auditore aki segített Eziónak, és legyőztek Vierit. A nagyképű Vieri ismét elmenekült. Ezio megköszönte a nagybátyának a segítséget, és Mario bemutatta Monteriggionit Ezióéknak. Mario mesélt Eziónak az Asszassionokról is, és elmondta Eziónak, hogy az apja Giovanni is egy Asszaszin volt aki Rodrigo Borgia ellen harcolt. Mario megkezdte Ezio tanítását, harcolni tanította Eziót. Mario kiképezte Eziót, majd elindult San Gimignanóba, ahol meg akarta ölni Vierit. Ezio, Mario után ment Toszkánába. A Templomosok egy találkozót rendeztek a városban, Mario, Ezio és a zsoldosok megtámadták a Templomosokat köztük volt Vieri is. Rodrigo, Jacopo, és Francesco de’ Pazzi elhagyták a helyszínt, egyedül Vieri maradt ott, mert meg akarta ölni Mariót. Vieri a vártoronyba menekült, ahol megküzdött Ezióval. De Ezio a rejtett pengével megölte őt. Nem sokkal ez után Ezio és Mario elhagyta San Gimignanót és visszamentek Monteriggioniba.
Ezio 1478-ban visszatért Firenzébe, mert információt akart gyűjteni egy összeesküvés ellen, mert a Templomosok meg akarták ölni a Mediciket. De előbb Ezio úgy döntött, hogy meglátogatja Cristinát. Ezio beugrott Cristina házának az ablakán, és Cristina azt mondta neki, hogy azt hite, hogy nem fog visszajönni érte ezért egy másik fiúval összeházasodott. Cristina egyik barátnője szólt Cristinának, hogy Manfredót megtámadták. Ezio sietett Manfredohoz, megölte Manfredo ellenségeit és Ezio megfenyegette őt, hogy ha nem fog leszokni a szerencsejátékokról, akkor megöli őt. Ilyenkor megérkezett Cristina és Ezio lecsókolta, ez után annyit mondott neki Ezio, hogy gondoskodtam, hogy jó férjed legyen, és Ezio elment a helyszínről.
Leonardo készített Eziónak egy újabb rejtett pengét. Később Ezio találkozott La Volpével, aki elvezette őt egy katakombába, mert ott a Templomosok rendeztek egy találkozót. Ezio kihallgatta őket, Ezio megtudta, hogy a Templomosok meg akarják ölni Lorenzo de' Medicit és a testvérét Giuliano de’ Medicit.
Másnap reggel Ezio sietett Lorenzo-hoz, de sajnos későn érkezett Giuliano de’ Medici-t megölte Francesco de’ Pazzi és Bernardo Baroncelli. Lorenzo-t csak megsebesítették, Ezio harcba szállt Francescóval, sajnos Francesco elmenekült a helyszínről. Ezio elvitte Lorenzo-t egy rejtekhelyre. Lorenzo megköszönte Eziónak, hogy megmentette az életét, később Lorenzo egyik embere szólt Eziónak, hogy Francesco a Piazza della Signoria-nál tartózkodik. Ezio elment oda és a rejtett pengével megölte Francesco-t. Jacopo és a többi Pazzi elmenekült Firenzéből.
Francesco halála után Lorenzo megkereste Eziót és közölte Ezióval, hogy a Pazzi összeesküvők elmenekültek Firenzéből San Gimignanó-ba. Ez után Ezio elment San Gimignano-ba, ahol végzett a Pazzi-összeesküvőkkel: Antonio Maffeivel, Stefano da Bagnonéval, Bernardo Baroncellivel, és Francesco Salviatival. Később Ezio megtudta, hogy Jacopo találkozni fog Rodrigóval, Ezio követte Jacopo-t és egy Emilio Barbarigo nevű velencei kereskedőt, aki egyben Templomos is. A találkozón Rodrigo egy tőrrel hasba szúrta Jacopo-t, mert hasznavehetetlené vált. Eziót az őrök elkapták, ám Ezio megölte az őröket a rejtett pengével. Rodrigo és Emilio elmenekült a helyszínről. Már csak a haldokló Jacopo maradt vissza, akit Ezio kénytelen volt megölni.
1480-ban Ezio visszatért Firenzébe, és elmesélte Lorenzónak, hogy megölte a Pazzikat, Lorenzo jutalmul egy Medici köpenyt adott Eziónak. Majd ez után Ezio meglátogatta a barátját Leonardo da Vinci-t, csak Leonardo nem volt a műhelyében, hanem átköltözött Velencébe. Ezio, Leonardo után ment. Ezio megtalálta Leonardót az Appennin hegységrendszerben és Ezio segített Leonardónak megjavítani a szekerét, mert már el volt törve, majd el akartak menni Velencébe, ám útközben Rodrigo Borgia emberei megtámadták Ezióékat. Ezio nagy nehezen megmenekült Rodrigo emberei elől. Leonardo Forlìba menekült, majd Ezio utánament.
Amikor Ezio oda ért Forlìba, akkor a kikötőt kereste, mert ott volt Leonardo. Az útközben Ezio találkozott egy fiatal lánnyal és a lány barátaival. A lányt Ameliának hívták. Ezio megkérdezte tőle, hogy hol van a kikötő, Amelia azt válaszolta, hogy elmondja, de csak akkor, ha megdönti a lovagló verseny rekordját, akkor jutalmul "egy órás privát lovaglóleckét" fog kapni, ha megnyeri. Ezio felszállt a lovára és sikerült megdöntenie a rekordot. A verseny után Amelia bele lökte Ezio-t egy szalmás szekérbe, ahol hancúroztak.
Végül Ezio megtalálta Leonardo-t a kikötőben. Ezioék el akartak utazni Velencébe csak sajnos nem volt engedélyük a hajóutazáshoz. Nem sokkal ez után egy nemes nő segítségért sikoltozott, mert bennragadt a mocsarakban. Ezio beszállt egy csónakba és kisegítette őt a mocsárból. A nő megköszönte a segítséget és bemutatkozott neki, Caterina Sforzának hívták, jutalmul Caterina megparancsolta a hajóskapitánynak, hogy Ezioékat vigye el Velencébe.
Amikor Ezio és Leonardo Velencébe érkeztek, akkor egy idegenvezető, Alvise da Vilandino bemutatta nekik a várost. Közben Ezio a Palazzo della Seta-t kereste, ahol Emilio Barbarigo tartózkodott. Hirtelen egy csapat tolvaj elfutott Ezioék mellett és az egyik tolvaj, akit Rosának hívtak, ellopta Ezio pénzét. Majd a lányt lábon lőtte egy városi őr, és Ezio megmentette az életét.
Rosa megmentése után Ezio találkozott a Velencei tolvajok vezetőjével, Antonio de Magianis-szal akivel együtt kiagyaltak egy új tervet, hogy megölik Emilio Barbarigót és felszabadítják a kereskedő negyedeket.
Ezio Auditore da Firenze 1524-ben halt meg, halálának oka valószínűleg szívinfarktus.